# ドイツ関係記事の一覧
ドイツ関係記事の一覧（ドイツかんけいきじのいちらん）では、ドイツに関係する記事の一覧を50音順にまとめた。
なお、ドイツ出身者（前身国家の出身者を含む）、ドイツ民族の人物については、ドイツ人の一覧、ドイツ史に関連する人物についてはCategory:ドイツ史の人物を参照。

## 英数字

### 0-9
- 1号戦車
- 2号戦車
- 3号戦車
- 3B政策
- 4号戦車
- V号戦車パンター

### A-Z
- Aldi
- BMW
- BND
- BSI (ドイツ)
- Die medienanstalten
- DKW
- Fw61
- G7
- ICE
- Ju 87
- MBB 223 フラミンゴ
- MBB Bo 209 モンスーン
- PRYM
- V2ロケット

## あ行

### あ
- アーヘン
- アーヘン大聖堂
- アーリアン学説
- アイスバイン
- アイントプフ
- アウクスブルク
- アヴス
- アウディ
- アウトウニオン
- アウトバーン
- アウフラウフ
- アクセプト (バンド)
- アクティーエンゲゼルシャフト
- アスピリン
- アルトビール
- アルバトロス (航空機メーカー)

### い
- イェーナ
- 意志の勝利

### う
- ヴァイマル
- ヴァイマル共和政
  - ヴァイマル憲法
  - ヴァイマル共和国軍
- ヴァルトブルク (自動車)
- ヴァンダラー
- ヴァンダル族
- ヴェルサイユ条約
- ヴェルナーの法則
- 宇宙英雄ペリー・ローダン
- ウンウンウニウム

### え
- エアフルト
- 映画『戦艦ポチョムキン』の中の保母のための習作
- エッセン
- エニグマ (暗号機)

### お
- 欧州宇宙機関
- 欧州共同体
- 欧州連合
- 欧州連合加盟国
- オーケストラ
- オーケストリオン
- オーデコロン
- 奥寺康彦
- オペラ
- オペル
- オームフ!
- 折り紙
- 音名・階名表記

## か行

### か
- カールスルーエ
- カール・ツァイス社
- カール自走臼砲
- 化学兵器
- 華氏
- カタンの開拓者たち
- 活版印刷
- カーメン
- ガリア戦記
- カリーニングラード
- カルカソンヌ (ゲーム)
- ガンマ・レイ

### き
- キール (都市)
- 北ドイツ放送交響楽団
- 機甲師団シリーズ
- 吸着地雷

### く
- グーテンベルク聖書
- クラフトワーク
- クリーター
- クリスマスマーケット
- グリム童話
- グリムの法則
- グルンディッヒ
- グレゴリオ暦
- クレズマー
- グローバル化の陥穽
- クロネッカーのデルタ

### け
- ケーニヒスベルク (プロイセン)
- ゲオルク・アウグスト大学ゲッティンゲン
- ケッテンクラート
- ケッペンの気候区分
- ケプラー多面体
- ゲルゼンキルヒェン
- ケルヒャー
- ゲルマニウム
- ゲルマン民族
- ケルン
- ケルン大司教
- ケルン大聖堂

### こ
- 合理主義哲学
- 国際サッカー連盟
- 国家社会主義ドイツ労働者党
- 国際女性デー
- 国際連合
- コンスル (テロ組織)

## さ行

### さ
- 在日ドイツ人
- ザールラント州
- ザクセン州
- サミット
- サムライ (ボードゲーム)
- サリン
- ザワークラウト
- 三国干渉

### し
- シーメンス
- ジェット機
- 私講師
- ジャーマンメタル
- シュテーデル美術館
- シュヴァルツヴァルト
- シュヴァルツビール
- 宗教改革
- シュトゥットガルト
- 小ドイツ主義
- 少年の日の思い出
- 消滅した政権一覧
- 諸侯
- ジンギスカン (グループ)
- ジンギスカン (曲)
- 神言会
- 神聖ローマ帝国

### す
- スコーピオンズ
- ズデーテン山地
- ストラスブール

### せ
- 西部戦線 (第一次世界大戦)
- 西部戦線 (第二次世界大戦)
- 潜水艦

### そ
- ソーセージ
- ソドム (バンド)
- ゾルゲ事件
- ゾロアスター教

## た行

### た
- 第一次世界大戦
- 第一次世界大戦の賠償
- 対空戦車
- 第二次世界大戦
- 第二次世界大戦後におけるドイツの戦後補償
- 大ドイツ主義
- 戦う民主主義
- 大陸移動説
- 大陸と海洋の起源
- ダダイスム
- タリス
- タンジェリン・ドリーム

### ち
- 地政学
- 中央軍集団
- 中央ヨーロッパ
- 中性子
- チューバ

### つ
- ツァラトゥストラはこう語った
- ツェッペリン
- ツークシュピッツェ山

### て
- デストラクション
- デュースブルク
- テュービンゲン
- テューリンゲン州
- デュッセルドルフ
- デンマーク海峡海戦

### と
- ドイツ連邦共和国→ドイツ
  - 旧西ドイツ
- ドイツ革命
- ドイツ株価指数
- ドイツ観念論
- ドイツキリスト教民主同盟
- ドイツゲーム大賞
- ドイツ語
- ドイツ工作連盟
- ドイツ国
- ドイツ国防軍
- ドイツ国会議事堂放火事件
- ドイツ再統一
- ドイツ社会主義統一党
- ドイツ社会民主党
- ドイツ人
- ドイツツーリングカー選手権
- ドイツ帝国
- ドイツ鉄道
- ドイツ統一
- ドイツ年間ゲーム大賞
- ドイツの河川の一覧
- ドイツの国歌→ドイツの歌
- ドイツの国旗
- ドイツの国章
- ドイツの魚料理
- ドイツの地理
- ドイツのボードゲーム
- ドイツのユーロ硬貨
- ドイツの歴史
- ドイツの歴史認識
- ドイツ文学
- ドイツ民主共和国 （東ドイツ）
- ドイツ料理
- ドイツ連邦
- ドイツ連邦「自然・環境保護の連邦首都」コンテスト
- ドイツ連邦共和国功労勲章
- ドイツ連邦共和国基本法
- ドイツ連邦議会
- ドイツ連邦軍
- ドイツ連邦銀行
- ドイツワイン
- 東部戦線
- 東部戦線 (第一次世界大戦)
- 独ソ不可侵条約
- 独ソ戦
- 都市国家
- トラバント
- トルコ人
- ドルトムント
- ドルニエ シースター
- ドレスデン

## な行

### な
- ナチス・ドイツ
  - ナチス・ドイツの経済
  - ナチス・ドイツの軍事
  - ナチス・ドイツの人体実験
  - ナチス・ドイツの焚書
- ナチ党の権力掌握
- 夏時間
- ナポレオン・ボナパルト

### に
- ニーベルングの指環
- ニコラウス・コペルニクス
- 西ドイツ
- 西ヨーロッパ
- 日独関係
- 日系ドイツ人
- ニムト
- ニュルブルクリンク

### の
- ノリスリンク
- ノルトライン＝ヴェストファーレン州

## は行

### は
- バイエルン州
- バイエルン放送交響楽団
- 廃墟からの復活
- ハイデルベルク
- バイロイト
- バイロイト祝祭劇場
- バウハウス
- バオムシュタム
- ハーゲ
- ハゲタカのえじき
- バスケットボールドイツ代表
- バーデ 152
- バーデン＝バーデン
- ハノーファー
- ハプスブルク家
- ハム (ヴェストファーレン)
- ハムスター買い
- パラオ
- 薔薇十字団
- バルジの戦い
- ハルシュタイン原則
- バルト海
- ハルプシュタルケ
- ハロウィン (ドイツのバンド)
- ハンザ同盟
- ハンス・ケルゼン
- バンドネオン
- ハンバーグ
- ハンブルク

### ひ
- 東ドイツ→ドイツ民主共和国
- ビーレフェルト
- ビーピッチコントロール

### ふ
- ファンタ (飲料)
- フィリップ大学マールブルク - ヘッセン州に在る大学。通称『マールブルク大学』
- フェア・ウォーニング (バンド)
- フェロポリス（ドイツ語版、英語版） - 野外博物館の一つ。巨大産業機械の為に設立された特殊な位置付けの産業博物館でもある
- フォッケウルフ
- フォッケウルフ トリープフリューゲル
- フォルクスワーゲン
- 不戦条約
- 仏独協力条約
- 部分と全体
- フライン
- ブラインド・ガーディアン
- ブラウンシュヴァイク
- フランク王国
- フランクフルト (オーダー)
- フランクフルト・アム・マイン
- フランクフルト・ガルスヴァルテ駅（英語版） - フランクフルト・アム・マインの鉄道駅の一つ
- フランクフルト動物園
- フランクフルト・ハーン空港
- プラネタリウム
- プレートテクトニクス
- ブレーメン
- プロイセン
  - プロイセン王国
  - プロイセン州
- プロテスタント

### へ
- 平和主義
- ヘッセン州
- ルートヴィヒ・ヴァン・ベートーヴェン
- ベルコウ Bo 103
- ベルコウ Bo 207
- ベルコウ Bo 46
- ヘルゴラント島
- ヘルタ・ドイブラー＝グメリン
- ヘルツ
- ベルリン
- ベルリンオリンピック
- ベルリン国際映画祭
- ベルリン宣言 (1945年)
- ベルリン大聖堂
- ベルリンの壁
- ベルリンの壁崩壊
- ベルリン・フィルハーモニー管弦楽団
- ベロタクシー
- ペンシルベニアドイツ語

### ほ
- ボーチャードピストル
- ボーフム
- ホッケンハイムリンク
- ポツダム会談
  - ポツダム協定
- ボトロップ
- ポライモス
- ポルシェ
- ホルヒ
- ホロコースト
- ボン

## ま行

### ま
- マイバッハ
- マインツ
- マグデブルク
- マスタードガス
- 麻薬法 (ドイツ)
- マンハッタン (ゲーム)

### み
- ミュンヘン
- ミルヒライス

### め
- メディア・マルクト
- メルセデス・ベンツ
- メルヘン

## や行

### ゆ
- ユーゲント・シュティール
- ユースホステル
- ユーロ
- ユダヤ人
- ユンカース

### よ
- 幼稚園
- ヨーロッパ

## ら行

### ら
- ライヒ
- ライプツィヒの戦い
- ラインラント
- ラテン語
- ラバウル
- ランド

### り
- リンダウ

### る
- ルプレヒト・カール大学ハイデルベルク

### れ
- レゴランド
- 連邦憲法擁護庁
- 連邦首相 (ドイツ)
- 連邦大統領 (ドイツ)
- 連合軍軍政期 (ドイツ)

### ろ
- ローマ帝国
- ローマ法
- ロマン主義
- ロマンティック街道

## 一覧
- ドイツの空港の一覧